# In-Albon (Familie)

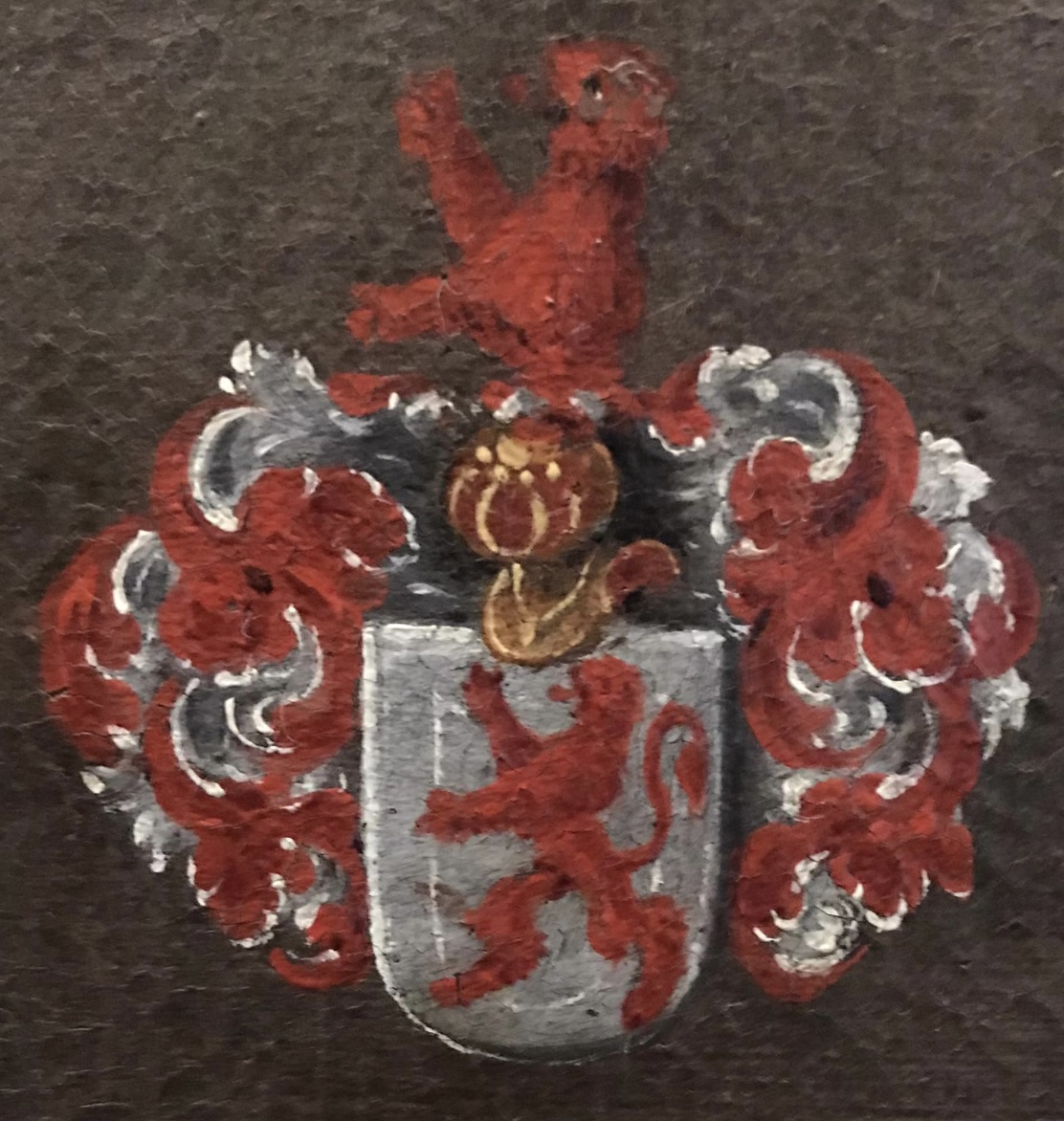
Wappen der Familie In-Albon

In-Albon, auch Ab Albuna, In der Albun oder In Albon ist der Familienname eines vom Weiler Albe bei Visp stammenden Schweizer Adels- und Burgergeschlechts, dessen Angehörige im 16. und 17. Jahrhundert zahlreiche politische Ämter im Zehnden Visp und im Land Wallis, dem heutigen Kanton Wallis, innehatten.

## Ursprung der Familie
Der politische Aufstieg der Familie begann mit dem Stammvater Peter In-Albon (ca. 1430–1505), dem Grosskastlan von Visp, und seinen Söhnen. Sein ebenfalls Peter († 1501) genannter Sohn lebte einige Jahre in Bramois und kehrte später nach Visp zurück, wo seine Nachkommen die einzige Eggerberger Linie bildeten. Heinrich In-Albon (erwähnt im Zeitraum 1490–1518) zog nach Stalden und seine Nachkommen verzweigten sich nach Visp, Brig-Glis und Turtmann. Simon In-Albon († vor 1533) war Bürgermeister und Grosskastlan von Visp.
Aus dieser Visper Linie hervorgegangen sind die späteren drei Landeshauptleute Simon, Johann und Heinrich sowie Adrian In-Albon († 1682), Vize-Landeshauptmann des Landes Wallis und Gegner Kaspar Stockalpers. Peter Ludwig In-Albon dagegen kam aus Brig.

## Simon In-Albon
Simon In-Albon (* 1492 in Visp; † 1540) wurde 1519 auch Sittener Bürger. Er war der Sohn des Grosskastlans Simon aus Visp und seiner Frau Margaretha ze Brunnen. Er studierte von 1507 bis 1511 in Köln zum Magister Artium und wurde im Anschluss zunächst Dozent an der Universität Köln und ab 1512 an der Universität Basel. 1512 heiratete er Anna Sterren. Im Jahr 1517 wurde er Visper Grosskastlan, 1518 Landeshauptmann des Landes Wallis. Von 1524 bis 1525 war er Landvogt des Unterwallis. Er hatte zahlreiche Kontakte zu Humanisten und beteiligte sich an Missionen im Ausland. Er galt als Gegner des Kardinals Matthäus Schiner. Dafür wurde er im Namen des Papstes zum lateranensischen Hofpfalzgrafen ernannt. Zwischenzeitlich war er auch Verwahrer des Walliser Landesarchivs. Zu seinen Gütern in Sitten und Visp zählte unter anderem das Haus In-Albon auf dem Visper Burghügel.

## Johann In-Albon
Johann In-Albon (* um 1535 in Stalden; † 26. Januar 1608 in Visp) wurde 1587 Sittener Bürger. Er war der Sohn des Grosskastlans und Visper Bannerherrn Peter In-Albon. Verheiratet war er später zunächst mit Evelyn Zentriegen, der Tochter des Landvogts Johannes Zentriegen, später mit Katharina Kalbermatter, der Witwe des Schweizer Staatskanzlers Martin Guntern. Um 1555 studierte er in Paris und war im Anschluss als Notar und publizierender Autor tätig. 1562 beteiligte er sich an den Aufständen der Protestanten von Lyon, eine unterdrückte Minderheit im gänzlich katholischen Umland. 1568, 1578, 1595 und 1607 war Johann Grosskastlan von Visp, dann von 1573 bis 1574 Landvogt von Monthey, ab 1588 Grosskastlan von Bagnes und von 1574 bis 1608 Oberst des Bezirks Morges. Danach wurde er 1569 Vize-Landeshauptmann sowie zwischen 1575 und 1607 für sechs Amtsperioden Landeshauptmann des Landes Wallis. Er galt als Vermittler zwischen Katholiken und Protestanten und verhinderte unter anderem 1589 den Besuch des Nuntius in Sitten. Im Kanton Wallis, vor allem in Visp, war er reich begütert.

## Heinrich In-Albon
Ritter Heinrich In-Arbon (* um 1601 wohl in Visp; † 22. Juni 1666) war der Sohn von Johann In-Albon und Katharina Kalbermatter. Er studierte ab 1613 an der Universität Luzern und später von 1617 bis 1618 an der Albert-Ludwigs-Universität Freiburg. 1622 heiratete er Maria Zuber, die Tochter von Sebastian Zuber. Ab 1622 war er mehrmals Grosskastlan von Visp, von 1629 bis 1630 dann Landvogt von Monthey und von 1646 bis 1666 Bannerherr von Visp. Von 1659 bis 1662 amtierte er als Landeshauptmann und von 1663 bis 1666 als Säckelmeister des Landes Wallis. Heinrich war Ritter vom Orden vom Goldenen Sporn und Ritter des Ritterordens der hl. Mauritius und Lazarus sowie vom Vater her reich begütert, vor allem in Visp.

## Peter Ludwig In-Albon
Peter Ludwig In-Albon (* 1. März 1823 in Brig; † 4. November 1892 in Basel) war Sohn des Notars und Grosskastlans von Brig, der ebenfalls den Namen Johann In-Albon trug, und seiner Frau Christina, geb. Bürcher. Verheiratet war er ab 1850 mit Johanna Fontaine, die aus Raron stammte. Er war Advokat und Notar im Gemeindepräsidium von Brig. Ebenso war er Berichtsteller am Bezirksgericht Östlich-Raron und von Brig. Von 1865 bis 1877 war er Hypothekarverwalter des Bezirks Brig und in den Zeiträumen von 1852 bis 1857 sowie von 1861 bis 1892 Vizevorsitzender des Bezirks Brig. Ferner war er von 1876 bis 1892 Mitglied des Grossen Rats von Wallis, dessen deutschsprachiger Sekretär und von 1868 bis 1871 Ständerat.